# Hjalmar Hammarskjöld
Knut Hjalmar Leonard Hammarskjöld (4. februar 1862 – 12. oktober 1953) var en svensk embedsmand, retslærd og konservativ politiker, der var Sveriges statsminister fra 1914 til 1917. Han var far til Dag Hammarskjöld.

## Biografi
Hammarskjöld blev født den 4. februar 1862 på Väderum, Kalmar Len i Småland. Han blev student i Upsala 1878, cand. jur. 1884, docent i Upsala 1886, ekstraordinær professor sammesteds 1891, medlem af "Nya lagberedningen" 1893, revisionssekretær 1896. Hammarskjölds udmærkede juridiske evner havde hurtig bragt ham frem i første linje, talrige officielle hverv blev ham overdragne — sekretær blandt andet ved Unionskomiteen 1895—98 —, men også uden for sit fædreland vandt han navn som en af Sveriges mest fremragende retslærde.
1901 udnævntes Hammarskjöld til justitsminister, men tog allerede afsked som sådan 1902, hvorefter han blev præsident for Göta Hofret, 1905 kultusminister i koalitionskabinettet Lundeberg, var en af de 4 svenske delegerede ved Unionskonferencen i Karlstad, 1905 minister i København, 1907 landshøvding i Upsala. I begyndelsen af 1914 blev Hammarskjöld statsminister — tillige fra 17. februar til 15. august samme år finansminister — og ledede som regeringens chef Sveriges politik i Verdenskrigens første år indtil sin afgang den 30. marts 1917. Medlem af det svenske Akademi blev han 1918.
I litteraturen debuterede Hammarskjöld med en meget lovende monografi Om fraktaftalet och dess vigtigsta rättsföljder (1886), der efterfulgtes af Om grufregal och grufegendom i allmänhet enligt svensk rätt (1891), Om inrättande af en administrativ högsta domstol eller regeringsrätt. Underdånigt betänkande (1907), mindre afhandlinger, anmeldelser, lovudgaver og lignende, samtlige særprægede ved skarphed i tanke og præcision i udtryk. Som diskussionsemne til 6. nordiske juristmøde i Kristiania (1887) forfattede Hammarskjöld Hvilken rätt at söka godtgörelse ur bolagsmännens enskilda tillgångar bör tilkomma ett s. k. handelbolags borgenärer?
Også i det fællesnordiske lovgivningsarbejde har Hammarskjöld deltaget, således som formand for de svenske delegerede i den skandinaviske obligationsretskomité af 1901 og 1910—14. Han var medlem af Institut de droit international og af den permanente voldgiftsdomstol i Haag, var Sveriges første delegerede på den anden fredskonference i Haag 1907 og var i kraft af sin europæiske anseelse meget benyttet som voldgiftsdommer i mellemfolkelige tvistemål — Casablanca-sagen mellem Frankrig og Tyskland 1909, spørgsmålet om Grisebåerne mellem Sverige og Norge 1909, sagen om "Carthago" og andre fartøjer mellem Frankrig og Italien 1913 —, han var delegeret ved de svensknorsk-russiske forhandlinger om Spitzbergen 1910 og 1912, formand for den permanente kinesisk-nordamerikanske undersøgelseskommission 1916 o. s. fr.
Hammerskjöld døde den 12. oktober 1953 i Stockholm.

## Eksterne links
- Hjalmar Hammarskjöld på gravsted.dk

- Wikimedia Commons har flere filer relateret til Hjalmar Hammarskjöld